# 青桐雪盾介殼蟲
青桐雪盾介殼蟲（学名：Chionaspis rotunda）为盾介殼蟲科雪盾介殼蟲屬下的一个种。